# فيكتور مانويل بلانكو
فيكتور مانويل بلانكو (بالإنجليزية: Víctor Manuel Blanco)‏ هو عالم فلك أمريكي، ولد في 10 مارس 1918 في ويامة ‏ في الولايات المتحدة، وتوفي في 8 مارس 2011 في فيرو بيتش ‏ في الولايات المتحدة.